# Katharina van Naaldwijk
Katharina van Naaldwijk (geboren 22. September 1395 in Dordrecht; gestorben 12. Dezember 1443 in Diepenveen), auch bekannt als Jonkvrouw van Honsel, war eine niederländische römisch-katholische Ordensfrau und Subpriorin des Klosters Diepenveen.

## Leben
Katharina van Naaldwijk wurde am 22. September 1395 in Dordrecht geboren. Sie war das älteste von sechs Kindern von Hendrik van Naaldwijk, Marschall des Grafen von Holland, und Katharina van Heenvliet. Ihre Vita ist im Schwesternbuch des Klosters Diepenveener aufgezeichnet und im Alter von 16 Jahren verkündete sie zum Entsetzen ihrer Eltern, dass sie Ordensfrau werden wolle. Ihr Antrag, in das Frauenkloster der Devotio moderna in Diepenveen eintreten zu dürfen, wurde vom dortigen Klostervorsteher Johannes Brinckerinck abgelehnt, da er argwöhnte, dass sie der Armut und der harten Arbeit nicht gewachsen wäre. Letztlich musste er die positive Entscheidung seiner Vorgesetzten akzeptieren. Auch ihre Schwester Griete trat später in das Kloster ein.
Das Kloster erreichte Katharina van Naaldwijk im Frühjahr 1412. Ihre Biografie ist die umfangreichste im Schwesternbuch. Sie wird darin als zutiefst religiöse, bescheidene, ausgeglichene und sehr beliebte Frau beschrieben. Am 6. September 1412 wurde sie eingekleidet. Zur Subpriorin wurde sie von der Priorin Salome Sticken 1420 ernannt. Sie übte die Position bis etwa 1437 aus. Dreimal wurde Katharina von anderen Klöstern angesprochen, dort Priorin zu werden, doch hatte sie ihrer Vita zufolge keine Führungsambitionen. Katharina van Naaldwijk zeichnete sich durch Frömmigkeit und vorbildliches Verhalten aus. Viele andere Schwestern sprachen sie an und sie gab ihnen geistliche Ratschläge. Neben der Stickerei, die als einzig mögliche Handarbeit für adlige Frauen galt, übernahm sie auch hauswirtschaftliche Arbeiten wie Backen, Brauen, Buttern, Schuheputzen, Wollkämmen, Geschirrspülen und Nachtspiegelputzen. Dies wurde als Zeichen großer Demut gesehen. Ihr Lebenslauf ist eine Beschreibung ihrer fortwährenden Suche nach Demut und Tugend. Sie war zudem eine belesene Frau, führte immer zwei oder drei Bücher mit sich und notierte Textfragmente, Überlegungen und Aussagen von Brinckerinck in einem sogenannten „Rapiarium“. Es war vermutlich ein eher kleines Buch, nachdem sie es vollgeschrieben hatte, begann sie, die Ränder und Leerstellen ihres Büchleins mit den Stundenbüchern Unserer Lieben Frau zu füllen.
Die „Vita“ endet mit der Beschreibung einer allegorischen Geschichte, die Katharina gemeinsam mit Salomé Sticken verfasste, um die Schwestern an ihre geistige Verbindung mit Christus zu erinnern. Die Schwestern würden sich wie seine Bräute verkleiden. Ihre Brautkleidung bestand aus einem weißen Hemd der Reinheit, einem roten Rock der Bescheidenheit und einer Spitze der Nachdenklichkeit. Glöckchen an der Kleidung bimmelten und prophezeiten Jesu Ankunft auf der Erde.
Im Jahr 1443 erkrankte Katharina und empfing am Festtag des Heiligen Willibrord, dem 7. November die Sterbesakramente. Dann folgte ein langer Todeskampf. Katharina van Naaldwijk starb am 12. Dezember 1443 im Alter von 49 Jahren.